# Липовени (Сучава)
Липовени (рум. Lipoveni) насеље је у Румунији у округу Сучава у општини Митоку Драгомирнеј. Oпштина се налази на надморској висини од 332 m.

## Становништво
Према подацима из 2002. године у насељу је живело 468 становника.

### Попис2002.
| Расподела становништва по националности 2002.‍ | Расподела становништва по националности 2002.‍ | Расподела становништва по националности 2002.‍ | Расподела становништва по националности 2002.‍ | Расподела становништва по националности 2002.‍ |
| --------------------------------------------- | --------------------------------------------- | --------------------------------------------- | --------------------------------------------- | --------------------------------------------- |
|                                               |                                               |                                               |                                               |                                               |
| Румуни                                        | Румуни                                        |                                               | 59                                            | 12,6%                                         |
| Роми                                          | Роми                                          |                                               | 9                                             | 1,9%                                          |
| Руси                                          | Руси                                          |                                               | 399                                           | 85,4%                                         |